# QS World University Rankings
QS World University Rankings são classificações universitárias anuais publicadas pela Quacquarelli Symonds (QS), do Reino Unido. A editora originalmente lançou seus rankings em publicação conjunta com a Times Higher Education (THE) entre 2004 e 2009 sob o nome Times Higher Education-QS World University Rankings, mas essa colaboração foi encerrada em 2010, com a retomada da publicação pela QS, utilizando a metodologia preexistente e nova cooperação entre a Thomson Reuters e a Times Higher Education World University Rankings. Atualmente, os rankings da QS compreendem tanto tabelas classificativas mundiais quanto regionais, que são independentes e diferentes umas das outras devido a diferenças nos critérios e ponderações utilizadas para gerá-los. É uma das três classificações internacionais de universidades mais influentes e amplamente observadas, juntamente com o Times Higher Education World University Rankings e a Classificação Acadêmica das Universidades Mundiais.

## Classificações

### Mundial
| 2019 | 2018 | 2013/14 | 2012/13 | 2011/12 | 2010/11 | Instituição                                             | Região         |
| ---- | ---- | ------- | ------- | ------- | ------- | ------------------------------------------------------- | -------------- |
| 1    | 1    | 1       | 1       | 3       | 5       | Instituto de Tecnologia de Massachusetts                | Estados Unidos |
| 3    | 3    | 2       | 3       | 2       | 2       | Universidade Harvard                                    | Estados Unidos |
| 6    | 5    | 3       | 2       | 1       | 1       | Universidade de Cambridge                               | Reino Unido    |
| 10   | 7    | 4       | 4       | 7       | 4       | University College London                               | Reino Unido    |
| 8    | 8    | 5       | 6       | 6       | 7       | Imperial College London                                 | Reino Unido    |
| 5    | 6    | 6       | 5       | 5       | 6       | Universidade de Oxford                                  | Reino Unido    |
| 2    | 2    | 7       | 15      | 11      | 13      | Universidade de Stanford                                | Estados Unidos |
| 15   | 16   | 8       | 7       | 4       | 3       | Universidade de Yale                                    | Estados Unidos |
| 9    | 9    | 9       | 8       | 8       | 8       | Universidade de Chicago                                 | Estados Unidos |
| 4    | 4    | 10      | 10      | 12      | 9       | Instituto de Tecnologia da Califórnia                   | Estados Unidos |
| 13   | 13   | 10      | 9       | 13      | 10      | Universidade de Princeton                               | Estados Unidos |
| 7    | 10   | 12      | 13      | 18      | 18      | Instituto Federal de Tecnologia de Zurique (ETH Zurich) | Suíça          |
| 19   | 19   | 13      | 12      | 9       | 12      | Universidade da Pensilvânia                             | Estados Unidos |
| 16   | 18   | 14      | 11      | 10      | 11      | Universidade de Colúmbia                                | Estados Unidos |
| 14   | 14   | 15      | 14      | 15      | 16      | Universidade de Cornell                                 | Estados Unidos |
| 21   | 17   | 16      | 16      | 16      | 17      | Universidade Johns Hopkins                              | Estados Unidos |
| 18   | 23   | 17      | 21      | 20      | 22      | Universidade de Edimburgo                               | Reino Unido    |
| 28   | 31   | 17      | 19      | 23      | 29      | Universidade de Toronto                                 | Canadá         |
| 22   | 12   | 19      | 29      | 35      | 32      | Escola Politécnica Federal de Lausana (EPFL)            | Suíça          |
| 31   | 23   | 19      | 26      | 27      | 21      | King's College de Londres                               | Reino Unido    |
| 33   | 32   | 21      | 18      | 17      | 19      | Universidade McGill                                     | Canadá         |
| 20   | 21   | 22      | 17      | 14      | 15      | Universidade de Michigan                                | Estados Unidos |
| 26   | 21   | 23      | 20      | 19      | 14      | Universidade Duke                                       | Estados Unidos |
| 11   | 15   | 24      | 25      | 28      | 31      | Universidade Nacional de Singapura                      | Singapura      |
| 27   | 27   | 25      | 22      | 21      | 28      | Universidade da Califórnia em Berkeley                  | Estados Unidos |
| 25   | 26   | 26      | 23      | 22      | 23      | Universidade de Hong Kong                               | Hong Kong      |
| 24   | 20   | 27      | 24      | 26      | 20      | Universidade Nacional Australiana                       | Austrália      |
| NC   | 43   | 28      | 34      | 33      | 33      | Escola Normal Superior de Paris                         | França         |
| 34   | 28   | 29      | 27      | 24      | 26      | Universidade Northwestern                               | Estados Unidos |
| 51   | 44   | 30      | 28      | 30      | 27      | Universidade de Bristol                                 | Reino Unido    |
| 39   | 41   | 31      | 36      | 31      | 38      | Universidade de Melbourne                               | Austrália      |
| 23   | 28   | 32      | 30      | 25      | 24      | Universidade de Tóquio                                  | Japão          |
| 29   | 34   | 33      | 32      | 29      | 30      | Universidade de Manchester                              | Reino Unido    |
| 37   | 30   | 34      | 33      | 40      | 40      | Universidade de Ciência e Tecnologia de Hong Kong       | Hong Kong      |
| 35   | 36   | 35      | 35      | 32      | 25      | Universidade de Quioto                                  | Japão          |
| 36   | 36   | 35      | 37      | 42      | 50      | Universidade Nacional de Seul                           | Coreia do Sul  |
| 53   | 55   | 37      | 38      | 41      | 48      | Universidade do Wisconsin-Madison                       | Estados Unidos |
| 42   | 50   | 38      | 39      | 38      | 37      | Universidade de Sydney                                  | Austrália      |
| 49   | 46   | 39      | 40      | 37      | 42      | Universidade Chinesa de Hong Kong                       | Hong Kong      |
| 32   | 33   | 40      | 31      | 34      | 35      | Universidade da Califórnia em Los Angeles               | Estados Unidos |
| 65   | 59   | 41      | 41      | 36      | 36      | École Polytechnique                                     | França         |
| 12   | 11   | 41      | 47      | 58      | 74      | Universidade Tecnológica de Nanyang                     | Singapura      |
| 48   | 47   | 43      | 46      | 48      | 43      | Universidade de Queensland                              | Austrália      |
| 43   | 52   | 44      | 43      | 44      | 41      | Universidade de Nova York                               | Estados Unidos |
| 79   | 73   | 45      | 51      | 52      | 45      | Universidade de Copenhague                              | Dinamarca      |
| 30   | =38  | 46      | 44      | 46      | 47      | Universidade de Pequim                                  | China          |
| 56   | 53   | 47      | 42      | 39      | 39      | Universidade Brown                                      | Estados Unidos |
| 17   | 25   | 48      | 48      | 47      | 54      | Universidade Tsinghua                                   | China          |
| 47   | 51   | 49      | 45      | 51      | 44      | Universidade da Colúmbia Britânica                      | Canadá         |
| 64   | 68   | 50      | 55      | 53      | 51      | Ruprecht-Karls-Universität Heidelberg                   | Alemanha       |
| 40   | 41   | 60      | 63      | -       | -       | KAIST                                                   | Coreia do Sul  |
| 41   | 38   | 63      | 70      | -       | -       | Universidade da Califórnia em San Diego                 | Estados Unidos |
| 44   | 40   | 88      | 90      | -       | -       | Universidade Fudan                                      | China          |
| 45   | 45   | 52      | 52      | -       | -       | Universidade de Nova Gales do Sul                       | Austrália      |
| 46   | 47   | 57      | 49      | -       | -       | Universidade Carnegie Mellon                            | Estados Unidos |
| 50   | NC   | NC      | NC      | NC      | NC      | PSL Research University                                 | França         |

### BRICS
QS colaborou com o Russian News para publicar a terceira classificação regional sobre os países BRICS (Brasil, Rússia, Índia, China e África do Sul).
| 2019 | 2013 | Instituição                                               | Região        |
| ---- | ---- | --------------------------------------------------------- | ------------- |
| 1    | 1    | Universidade Tsinghua                                     | China         |
| 2    | 2    | Universidade de Pequim                                    | China         |
| 6    | 3    | Universidade Estatal de Moscou                            | Rússia        |
| 3    | 4    | Universidade Fudan                                        | China         |
| 9    | 5    | Universidade de Nanquim                                   | China         |
| 4    | 6    | Universidade de Ciência e Tecnologia da China             | China         |
| 7    | 6    | Universidade de Xangai Jiao Tong                          | China         |
| 14   | 8    | Universidade de São Paulo                                 | Brasil        |
| 5    | 9    | Universidade de Zhejiang                                  | China         |
| 16   | 10   | Universidade Estadual de Campinas                         | Brasil        |
| 22   | 11   | Universidade da Cidade do Cabo                            | África do Sul |
| 27   | 12   | Universidade Normal de Pequim                             | China         |
| 18   | 13   | Instituto Indiano de Tecnologia de Delhi                  | Índia         |
| 11   | 14   | Universidade Estatal de São Petersburgo                   | Rússia        |
| 8    | 15   | Instituto Indiano de Tecnologia de Bombaim                | Índia         |
| 17   | 16   | Instituto Indiano de Tecnologia de Madras                 | Índia         |
| 25   | 17   | Instituto Indiano de Tecnologia de Kanpur                 | Índia         |
| 23   | 18   | Instituto Indiano de Tecnologia de Kharagpur              | Índia         |
| 32   | 19   | Universidade Federal do Rio de Janeiro                    | Brasil        |
| 13   | 20   | Universidade Sun Yat-sen                                  | China         |
| 23   | 21   | Universidade de Xi'an Jiaotong                            | China         |
| 12   | 22   | Universidade Estatal de Novosibirsk                       | Rússia        |
| 20   | 23   | Instituto de Tecnologia de Harbin                         | China         |
| 31   | 23   | Universidade de Nankai                                    | China         |
| 29   | 25   | Universidade Estadual Paulista                            | Brasil        |
| 15   | 26   | Universidade de Wuhan                                     | China         |
| 26   | 27   | Universidade Tongji                                       | China         |
| 33   | 28   | Universidade de Xangai                                    | China         |
| 57   | 29   | Universidade Federal de São Paulo                         | Brasil        |
| 51   | 30   | Universidade de Stellenbosch                              | África do Sul |
| 40   | 31   | Universidade de Witwatersrand                             | África do Sul |
| 46   | 32   | Universidade de Beihang                                   | China         |
| 33   | 33   | Universidade Técnica Estatal Bauman de Moscou             | Rússia        |
| 47   | 34   | Instituto Indiano de Tecnologia de Roorkee                | Índia         |
| 53   | 35   | Universidade Federal de Minas Gerais                      | Brasil        |
| 49   | 36   | Pontifícia Universidade Católica de São Paulo             | Brasil        |
| 44   | 37   | Instituto Estatal de Relações Internacionais de Moscou    | Rússia        |
| 59   | 38   | Universidade Federal do Rio Grande do Sul                 | Brasil        |
| 41   | 39   | Instituto de Tecnologia de Pequim                         | China         |
| 55   | 40   | Universidade de Xiamen                                    | China         |
| 43   | 41   | Pontifícia Universidade Católica do Rio de Janeiro        | Brasil        |
| 28   | 42   | Universidade Renmin da China                              | China         |
| 45   | 43   | Universidade de Pretória                                  | África do Sul |
| 50   | 43   | Universidade de Tianjin                                   | China         |
| 73   | 43   | Universidade de Pequim Jiaotong                           | China         |
| 70   | 43   | Universidade Federal de São Carlos                        | Brasil        |
| 56   | 47   | Universidade Politécnica Estatal de São Pertersburgo      | Rússia        |
| 70   | 48   | Universidade de Brasília                                  | Brasil        |
| 35   | 48   | Universidade de Ciência e Tecnologia de Huazhong          | China         |
| 37   | 50   | National Research University – Higher School of Economics | Rússia        |